# 136 (liczba)
136 (sto trzydzieści sześć) – liczba naturalna następująca po 135 i poprzedzająca 137.

## W matematyce
- 136 jest liczbą trójkątną[1]
- 136 jest liczbą Eddingtona (postulowana stałą struktury subtelnej na podstawie rozważań numerologicznych przez brytyjskiego astrofizyka Arthura Eddingtona oraz liczba protonów we wszechświecie NEdd = 136×2256)[2]
- 13 + 33 + 63 = 244, natomiast suma sześcianów poszczególnych cyfr liczby 244 wynosi 23 + 43 + 43 = 136
- 136 jest palindromem liczbowym, czyli może być czytana w obu kierunkach, w pozycyjnym systemie liczbowym o bazie 9 (242) oraz bazie 16 (88)
- 136 należy do siedmiu trójek pitagorejskich (102, 136, 170), (136, 255, 289), (136, 273, 305), (136, 570, 586), (136, 1152, 1160), (136, 2310, 2314), (136, 4623, 4625).

## W nauce
- liczba atomowa untrihexium (niezsyntetyzowany pierwiastek chemiczny)
- galaktyka NGC 136
- planetoida (136) Austria
- kometa krótkookresowa 136P/Mueller

## W kalendarzu
136. dniem w roku jest 16 maja (w latach przestępnych jest to 15 maja). Zobacz też co wydarzyło się w roku 136, oraz w roku 136 p.n.e.